# سونيك فورسز
سونيك فورسز (بالإنجليزية: Sonic Forces ؛ باليابانية: ソニック フォース
)، هي لعبة فيديو إلكترونية من نوع منصات، صدرت اللعبة في الأسواق بتاريخ 7 نوفمبر 2017، وتعمل على أنظمة التشغيل كل من بلاي ستيشن 4 ونينتندو سويتش وإكس بوكس ون ومايكروسوفت ويندوز.